# 시바하라 치야코
시바하라 치야코(일본어: 芝原 チヤコ しばはら チヤコ[*], 1970년 5월 24일 ~ )는 일본의 여성 성우로 사이타마현에서 태어났고, 81프로듀스에 소속되어 있다.

## 출연 작품
- 가면라이더 BLACK
- 경계의 린네 - 신부의 영혼
- 골판지 전기 W - 히야마 마미
- 꼬마공주 유시 - 코볼드
- 날아라 호빵맨 - 꼬마 앙코알(2대)
- 노다메 칸타빌레 - 카즈오
- 도라에몽
- 듀얼 마스터즈 - 난바 킨타로
- 딸기 100% - 영어교사
- 록맨 에그제 - 컷맨.EXE,버블맨.EXE
- 명탐정 코난 - 카기타니 키쿠나(584화),여경(847~848)
- 못말리는 3공주 - 몹시
- 미르모 퐁퐁퐁 - 돈타
- 바늘두더지 해리 - 가브리누
- 방가방가 햄토리 - 나미하나 사다요시
- 빅토리 구슬동자
- 우리 딸을 위해서라면, 나는 마왕도 쓰러뜨릴 수 있을지 몰라. - 벤델가르드
- 엘리먼트 헌터 - 체인디니
- 에그엔젤 코코밍 - 통통밍
- 이누야샤
- 이나즈마 일레븐 - 아야노 유이치
- 초수전대 라이브맨 - 캠핑족
- 극장판 카드캡터 사쿠라 - 리 쉬에화
- 카드캡터 사쿠라 클리어 카드 편 - 리 쉬에화
- 쾌걸 조로리
- 키라링 레볼루션 - 도라네코
- 키 더 메탈 아이돌 - 우츠에 미호(데뷔작)
- 폭주형제 렛츠&고!! - 탐,니에미넨
- 포켓몬스터 애니메이션 시리즈 - 이상해씨,이상해풀,나옹,탕구리
  - 포켓몬스터 AG - 루주라
- 히어로뱅크 - 아내